# Ricinoides atewa
Ricinoides atewa este cea mai mare ricinuleidă descoperită până în prezent. Habitează în zone izolate din pădurile veșnic verzi, sub bușteni, pietre, în apropierea mușuroaielor de termite. Specia a fost descoperită în timpul unei expediții științifice din 2006, în pădurile tropicale din Rezervația Forestieră Atewa din estul Ghanei. Lungimea exemplarului descri este de 11 milimetri. Denumirea speciei provine de la numele rezervației  . Această arahnidă se hrănește cu termite și larve ale altor artropode .